# Eleições autárquicas portuguesas de 1985 no distrito da Guarda
| Eleições autárquicas portuguesas de 1985 Distritos: Aveiro \| Beja \| Braga \| Bragança \| Castelo Branco \| Coimbra \| Évora \| Faro \| Guarda \| Leiria \| Lisboa \| Portalegre \| Porto \| Santarém \| Setúbal \| Viana do Castelo \| Vila Real \| Viseu \| Açores \| Madeira |

## Resultados por concelho
Os resultados nos concelhos do distrito da Guarda foram os seguintes:

### Aguiar da Beira
| Partido                 | Partido                       | Votos | %               | +/-   | Vereadores | +/-     |
| ----------------------- | ----------------------------- | ----- | --------------- | ----- | ---------- | ------- |
|                         | Centro Democrático Social     | 2 046 | 48,81 / 100,00  | 11,20 | 3 / 5      | 1       |
|                         | Partido Social Democrata      | 1 246 | 29,72 / 100,00  | 0,16  | 2 / 5      | 1       |
|                         | Partido Socialista            | 489   | 11,67 / 100,00  | 8,37  | 0 / 5      | Estável |
|                         | Partido Renovador Democrático | 164   | 3,91 / 100,00   | Novo  | 0 / 5      | Novo    |
|                         | Aliança Povo Unido            | 48    | 1,15 / 100,00   | 0,46  | 0 / 5      | Estável |
| Votos Inválidos         | Votos Inválidos               | 199   | 4,75 / 100,00   | 0,76  |            |         |
| Total                   | Total                         | 4 192 | 100,00 / 100,00 |       | 5 / 5      |         |
| Eleitorado/Participação | Eleitorado/Participação       | 5 582 | 75,10 / 100,00  | 2,24  |            |         |

### Almeida
| Partido                 | Partido                   | Votos | %               | +/-  | Vereadores | +/-     |
| ----------------------- | ------------------------- | ----- | --------------- | ---- | ---------- | ------- |
|                         | Partido Social Democrata  | 2 687 | 44,34 / 100,00  | -    | 3 / 5      | -       |
|                         | Centro Democrático Social | 2 059 | 33,98 / 100,00  | -    | 2 / 5      | -       |
|                         | Partido Socialista        | 801   | 13,22 / 100,00  | 5,51 | 0 / 5      | 1       |
|                         | Aliança Povo Unido        | 308   | 5,08 / 100,00   | 1,52 | 0 / 5      | Estável |
| Votos Inválidos         | Votos Inválidos           | 205   | 3,39 / 100,00   | 1,43 |            |         |
| Total                   | Total                     | 6 060 | 100,00 / 100,00 |      | 5 / 5      |         |
| Eleitorado/Participação | Eleitorado/Participação   | 8 684 | 69,78 / 100,00  | 0,53 |            |         |

### Celorico da Beira
| Partido                 | Partido                   | Votos | %               | +/-   | Vereadores | +/-     |
| ----------------------- | ------------------------- | ----- | --------------- | ----- | ---------- | ------- |
|                         | Partido Social Democrata  | 3 226 | 59,12 / 100,00  | 19,93 | 3 / 5      | 1       |
|                         | Centro Democrático Social | 1 924 | 35,26 / 100,00  | 3,57  | 2 / 5      | Estável |
|                         | Aliança Povo Unido        | 109   | 2,00 / 100,00   | 0,44  | 0 / 5      | Estável |
| Votos Inválidos         | Votos Inválidos           | 198   | 3,63 / 100,00   | 1,87  |            |         |
| Total                   | Total                     | 5 457 | 100,00 / 100,00 |       | 5 / 5      |         |
| Eleitorado/Participação | Eleitorado/Participação   | 8 013 | 68,10 / 100,00  | 4,23  |            |         |

### Figueira de Castelo Rodrigo
| Partido                 | Partido                   | Votos | %               | +/-   | Vereadores | +/-     |
| ----------------------- | ------------------------- | ----- | --------------- | ----- | ---------- | ------- |
|                         | Partido Social Democrata  | 2 625 | 58,44 / 100,00  | 19,34 | 4 / 5      | 2       |
|                         | Centro Democrático Social | 1 244 | 27,69 / 100,00  | 4,99  | 1 / 5      | Estável |
|                         | Partido Socialista        | 366   | 8,15 / 100,00   | 21,11 | 0 / 5      | 2       |
|                         | Aliança Povo Unido        | 91    | 2,03 / 100,00   | 0,59  | 0 / 5      | Estável |
| Votos Inválidos         | Votos Inválidos           | 166   | 3,70 / 100,00   | 2,62  |            |         |
| Total                   | Total                     | 4 492 | 100,00 / 100,00 |       | 5 / 5      |         |
| Eleitorado/Participação | Eleitorado/Participação   | 7 276 | 61,74 / 100,00  | 5,12  |            |         |

### Fornos de Algodres
| Partido                 | Partido                   | Votos | %               | +/-   | Vereadores | +/-     |
| ----------------------- | ------------------------- | ----- | --------------- | ----- | ---------- | ------- |
|                         | Partido Social Democrata  | 1 978 | 47,65 / 100,00  | 8,25  | 3 / 5      | 1       |
|                         | Centro Democrático Social | 1 903 | 45,84 / 100,00  | 21,47 | 2 / 5      | 1       |
|                         | Aliança Povo Unido        | 106   | 2,55 / 100,00   | 0,15  | 0 / 5      | Estável |
| Votos Inválidos         | Votos Inválidos           | 164   | 3,95 / 100,00   | 0,81  |            |         |
| Total                   | Total                     | 4 151 | 100,00 / 100,00 |       | 5 / 5      |         |
| Eleitorado/Participação | Eleitorado/Participação   | 5 518 | 75,23 / 100,00  | 5,60  |            |         |

### Gouveia
| Partido                 | Partido                       | Votos  | %               | +/-  | Vereadores | +/-     |
| ----------------------- | ----------------------------- | ------ | --------------- | ---- | ---------- | ------- |
|                         | Partido Socialista            | 5 043  | 47,67 / 100,00  | 6,88 | 4 / 7      | 1       |
|                         | Partido Social Democrata      | 3 231  | 30,54 / 100,00  | 2,81 | 3 / 7      | Estável |
|                         | Centro Democrático Social     | 778    | 7,35 / 100,00   | 3,84 | 0 / 7      | 1       |
|                         | Partido Renovador Democrático | 606    | 5,73 / 100,00   | Novo | 0 / 7      | Novo    |
|                         | Aliança Povo Unido            | 437    | 4,13 / 100,00   | 3,76 | 0 / 7      | Estável |
| Votos Inválidos         | Votos Inválidos               | 484    | 4,58 / 100,00   | 2,22 |            |         |
| Total                   | Total                         | 10 579 | 100,00 / 100,00 |      | 7 / 7      |         |
| Eleitorado/Participação | Eleitorado/Participação       | 15 846 | 66,76 / 100,00  | 1,99 |            |         |

### Guarda
| Partido                 | Partido                       | Votos  | %               | +/-  | Vereadores | +/-     |
| ----------------------- | ----------------------------- | ------ | --------------- | ---- | ---------- | ------- |
|                         | Partido Socialista            | 11 947 | 52,44 / 100,00  | 4,90 | 4 / 7      | 1       |
|                         | Partido Social Democrata      | 7 234  | 31,75 / 100,00  | -    | 3 / 7      | -       |
|                         | Partido Renovador Democrático | 1 713  | 7,52 / 100,00   | Novo | 0 / 7      | Novo    |
|                         | Aliança Povo Unido            | 805    | 3,53 / 100,00   | 0,62 | 0 / 7      | Estável |
|                         | PCTP/MRPP                     | 171    | 0,75 / 100,00   | 0,51 | 0 / 7      | Estável |
| Votos Inválidos         | Votos Inválidos               | 912    | 4,01 / 100,00   | 0,43 |            |         |
| Total                   | Total                         | 22 782 | 100,00 / 100,00 |      | 7 / 7      |         |
| Eleitorado/Participação | Eleitorado/Participação       | 33 454 | 68,10 / 100,00  | 4,20 |            |         |

### Manteigas
| Partido                 | Partido                   | Votos | %               | +/-   | Vereadores | +/-     |
| ----------------------- | ------------------------- | ----- | --------------- | ----- | ---------- | ------- |
|                         | Partido Socialista        | 1 954 | 72,40 / 100,00  | 24,90 | 4 / 5      | 1       |
|                         | Centro Democrático Social | 457   | 16,93 / 100,00  | -     | 1 / 5      | -       |
|                         | Aliança Povo Unido        | 212   | 7,85 / 100,00   | 2,77  | 0 / 5      | Estável |
| Votos Inválidos         | Votos Inválidos           | 76    | 2,81 / 100,00   | 1,04  |            |         |
| Total                   | Total                     | 2 699 | 100,00 / 100,00 |       | 5 / 5      |         |
| Eleitorado/Participação | Eleitorado/Participação   | 3 471 | 77,76 / 100,00  | 5,81  |            |         |

### Mêda
| Partido                 | Partido                       | Votos | %               | +/-   | Vereadores | +/-     |
| ----------------------- | ----------------------------- | ----- | --------------- | ----- | ---------- | ------- |
|                         | Partido Social Democrata      | 2 033 | 43,27 / 100,00  | 22,95 | 2 / 5      | 1       |
|                         | Centro Democrático Social     | 1 366 | 29,08 / 100,00  | 9,51  | 2 / 5      | Estável |
|                         | Partido Renovador Democrático | 911   | 19,39 / 100,00  | Novo  | 1 / 5      | Novo    |
|                         | Aliança Povo Unido            | 69    | 1,47 / 100,00   | 0,34  | 0 / 5      | Estável |
| Votos Inválidos         | Votos Inválidos               | 319   | 6,79 / 100,00   | 0,56  |            |         |
| Total                   | Total                         | 4 698 | 100,00 / 100,00 |       | 5 / 5      |         |
| Eleitorado/Participação | Eleitorado/Participação       | 6 806 | 69,03 / 100,00  | 3,47  |            |         |

### Pinhel
| Partido                 | Partido                       | Votos  | %               | +/-   | Vereadores | +/-     |
| ----------------------- | ----------------------------- | ------ | --------------- | ----- | ---------- | ------- |
|                         | Partido Social Democrata      | 2 395  | 36,24 / 100,00  | 7,70  | 3 / 7      | 1       |
|                         | Centro Democrático Social     | 1 863  | 28,19 / 100,00  | 11,40 | 3 / 7      | Estável |
|                         | Partido Socialista            | 943    | 14,27 / 100,00  | 0,72  | 1 / 7      | Estável |
|                         | Aliança Povo Unido            | 593    | 8,97 / 100,00   | 2,56  | 0 / 7      | 1       |
|                         | Partido Renovador Democrático | 569    | 8,61 / 100,00   | Novo  | 0 / 7      | Novo    |
| Votos Inválidos         | Votos Inválidos               | 246    | 3,72 / 100,00   | 1,63  |            |         |
| Total                   | Total                         | 6 609  | 100,00 / 100,00 |       | 7 / 7      |         |
| Eleitorado/Participação | Eleitorado/Participação       | 11 353 | 58,21 / 100,00  | 8,10  |            |         |

### Sabugal
| Partido                 | Partido                   | Votos  | %               | +/-  | Vereadores | +/-     |
| ----------------------- | ------------------------- | ------ | --------------- | ---- | ---------- | ------- |
|                         | Centro Democrático Social | 3 794  | 36,89 / 100,00  | 3,00 | 3 / 7      | Estável |
|                         | Partido Social Democrata  | 3 124  | 30,37 / 100,00  | 8,71 | 2 / 7      | 1       |
|                         | Partido Socialista        | 2 553  | 24,82 / 100,00  | 7,02 | 2 / 7      | 1       |
|                         | Aliança Povo Unido        | 214    | 2,08 / 100,00   | 0,20 | 0 / 7      | Estável |
| Votos Inválidos         | Votos Inválidos           | 600    | 5,83 / 100,00   | 1,13 |            |         |
| Total                   | Total                     | 10 285 | 100,00 / 100,00 |      | 7 / 7      |         |
| Eleitorado/Participação | Eleitorado/Participação   | 16 437 | 62,57 / 100,00  | 4,55 |            |         |

### Seia
| Partido                 | Partido                       | Votos  | %               | +/-  | Vereadores | +/-     |
| ----------------------- | ----------------------------- | ------ | --------------- | ---- | ---------- | ------- |
|                         | Partido Socialista            | 8 132  | 51,42 / 100,00  | 4,95 | 4 / 7      | 1       |
|                         | Partido Social Democrata      | 5 486  | 34,69 / 100,00  | -    | 3 / 7      | -       |
|                         | Aliança Povo Unido            | 1 181  | 7,47 / 100,00   | 1,99 | 0 / 7      | Estável |
|                         | Partido Renovador Democrático | 463    | 2,93 / 100,00   | Novo | 0 / 7      | Novo    |
| Votos Inválidos         | Votos Inválidos               | 554    | 3,51 / 100,00   | 1,02 |            |         |
| Total                   | Total                         | 15 816 | 100,00 / 100,00 |      | 7 / 7      |         |
| Eleitorado/Participação | Eleitorado/Participação       | 24 202 | 65,35 / 100,00  | 3,27 |            |         |

### Trancoso
| Partido                 | Partido                       | Votos  | %               | +/-   | Vereadores | +/-     |
| ----------------------- | ----------------------------- | ------ | --------------- | ----- | ---------- | ------- |
|                         | Partido Social Democrata      | 3 045  | 44,35 / 100,00  | 0,30  | 4 / 7      | 1       |
|                         | Centro Democrático Social     | 1 536  | 22,37 / 100,00  | 12,33 | 2 / 7      | 1       |
|                         | Partido Renovador Democrático | 1 225  | 17,84 / 100,00  | Novo  | 1 / 7      | Novo    |
|                         | Partido Socialista            | 515    | 7,50 / 100,00   | 3,78  | 0 / 7      | 1       |
|                         | Aliança Povo Unido            | 202    | 2,94 / 100,00   | 0,13  | 0 / 7      | Estável |
| Votos Inválidos         | Votos Inválidos               | 343    | 4,99 / 100,00   | 1,91  |            |         |
| Total                   | Total                         | 6 866  | 100,00 / 100,00 |       | 7 / 7      |         |
| Eleitorado/Participação | Eleitorado/Participação       | 10 344 | 66,38 / 100,00  | 3,78  |            |         |

### Vila Nova de Foz Côa
| Partido                 | Partido                   | Votos | %               | +/-  | Vereadores | +/-     |
| ----------------------- | ------------------------- | ----- | --------------- | ---- | ---------- | ------- |
|                         | Partido Social Democrata  | 2 481 | 43,61 / 100,00  | 6,44 | 3 / 5      | 1       |
|                         | Centro Democrático Social | 1 395 | 24,52 / 100,00  | 2,12 | 1 / 5      | Estável |
|                         | Partido Socialista        | 1 301 | 22,87 / 100,00  | 1,98 | 1 / 5      | 1       |
|                         | Aliança Povo Unido        | 244   | 4,29 / 100,00   | 5,29 | 0 / 5      | Estável |
| Votos Inválidos         | Votos Inválidos           | 268   | 4,71 / 100,00   | 1,28 |            |         |
| Total                   | Total                     | 5 689 | 100,00 / 100,00 |      | 5 / 5      |         |
| Eleitorado/Participação | Eleitorado/Participação   | 8 772 | 64,85 / 100,00  | 6,82 |            |         |